# Hans-Christof Kraus
Hans-Christof Kraus (* 3. November 1958 in Göttingen) ist ein deutscher Historiker. Von 2007 bis 2025 war er Lehrstuhlinhaber für Neuere und Neueste Geschichte an der Universität Passau.

## Leben und Wirken
Hans-Christof Kraus absolvierte von 1969 bis 1978 das Gymnasium Abendrothstraße (heute: Amandus-Abendroth-Gymnasium) in Cuxhaven; dort legte er im Juni 1978 sein Abitur ab. Ab dem Wintersemester 1978/79 studierte er, gefördert von der Studienstiftung des deutschen Volkes, bis zum Sommersemester 1984 die Fächer Geschichte, Germanistik und Philosophie an der Universität Göttingen. Zu seinen wichtigsten akademischen Lehrern gehörten im Fach Neuere Geschichte die Historiker Rudolf Vierhaus, Rudolf von Thadden, in Mittelalterlicher Geschichte Hartmut Hoffmann und Hartmut Boockmann, in Alter Geschichte Alfred Heuß und Jochen Bleicken, in Germanistik Albrecht Schöne, Karl Stackmann und Christian Wagenknecht, in Philosophie Günther Patzig und Jürgen Sprute. In den 1980er Jahren war er Redakteur der jungkonservativen Zeitschrift Phönix. Ende der 1980er und in den 1990er Jahren schrieb er Artikel für die neurechten Zeitschriften Etappe und Criticón.
Nach dem 1984 bestandenem Magisterexamen (M.A.) arbeitete er, gefördert durch ein Doktorandenstipendium der Studienstiftung des deutschen Volkes und anschließend die Fritz-Thyssen-Stiftung, an seiner Dissertation im Fach Neuere Geschichte. Diese, eine politische Biografie des preußischen konservativen Politikers Ernst Ludwig von Gerlach, des politischen Mentors Otto von Bismarcks, stellte er 1991 fertig. Die Arbeit wurde von den Gutachtern Rudolf von Thadden sowie Rudolf Vierhaus mit dem Prädikat „Summa cum laude“ bewertet. Die umfangreiche Studie (999 Druckseiten) erschien 1994 zweibändig in der Schriftenreihe der Historischen Kommission bei der Bayerischen Akademie der Wissenschaften. Kraus war spätestens zum Zeitpunkt seiner Promotion Mitglied in der „Deutschen Hochschulgilde Trutzburg Jena zu Göttingen“, einer Studentenverbindung im Dachverband der Deutschen Gildenschaft. Er wurde 1994 mit dem Preis für Geschichte der Akademie der Wissenschaften zu Göttingen ausgezeichnet. Aufgrund des Protests des Göttinger Allgemeinen Studentenausschusses (AStA), dass Kraus der Neuen Rechten zuzurechnen sei, wurde die Preisverleihung zwischenzeitlich ausgesetzt, im Dezember 1994 aber unter Ausschluss der Öffentlichkeit nachgeholt.
Nach kurzen Tätigkeiten am Max-Planck-Institut für Geschichte in Göttingen und am Forschungsschwerpunkt Europäische Aufklärung in Berlin (später in Potsdam) war Kraus 1994/95 Förderstipendiat am Historischen Kolleg in München. Zwischen 1996 und 2001 arbeitete er als Forschungsreferent am Forschungsinstitut für öffentliche Verwaltung (FöV) bei der Deutschen Hochschule für Verwaltungswissenschaften in Speyer. Dort war er an den Lehrstuhl des Staatsrechtlers Helmut Quaritsch angebunden und arbeitete an einer rechtshistorischen Studie über den Juristen und Gründungsrektor der Universität Berlin, Theodor Anton Heinrich Schmalz, die 1999 auf Empfehlung von Michael Stolleis in der Schriftenreihe des Max-Planck-Instituts für Europäische Rechtsgeschichte in Frankfurt am Main erschien.
2001 bis 2002 lehrte Kraus an der Universität Stuttgart. Im Jahr 2002 habilitierte er sich an der Ludwig-Maximilians-Universität München mit einer Studie zum Thema Englische Verfassung und politisches Denken im Ancien Régime 1689–1789. Die Arbeit zum politischen Denken der Aufklärung am Beispiel der Verfassung von Großbritannien wurde von Horst Möller, Eckhart Hellmuth und Hans-Michael Körner begutachtet. Sie erschien 2006 in der Reihe des Deutschen Historischen Instituts London. Seit 2002 lehrte Kraus an der Universität München als Privatdozent, unterbrochen durch zwei Lehrstuhlvertretungen an der Friedrich-Schiller-Universität Jena 2006/2007. Im Jahr 2007 folgte er einem Ruf auf den Lehrstuhl für Neuere und Neueste Geschichte an der Universität Passau.
Kraus’ Arbeits- und Forschungsschwerpunkte liegen in der deutschen und englischen Geschichte des 18. bis 20. Jahrhunderts, der Geschichte der Politik, der Verfassungsgeschichte, der politischen Ideengeschichte sowie in der Bildungs- und Wissenschaftsgeschichte. Mit seiner Dissertation über Ernst Ludwig von Gerlach legte er eine grundlegende Biographie vor. Für die Enzyklopädie deutscher Geschichte verfasste er den Band Kultur, Bildung und Wissenschaft im 19. Jahrhundert (2008). In der Reihe Deutsche Geschichte im 20. Jahrhundert des be.bra-Verlags publizierte er eine Darstellung der deutschen Außenpolitik während der Weimarer Republik (2013). Im Jahr 2015 veröffentlichte er die Biographie Bismarck. Größe – Grenzen – Leistungen über Otto von Bismarck beim Klett-Cotta-Verlag. 2019 erschien, von Kraus herausgegeben und kommentiert, eine umfangreiche Edition der wissenschaftlichen Korrespondenz des Berliner Verfassungshistorikers Fritz Hartung. Neben seiner wissenschaftlichen Tätigkeit publiziert Kraus auch in Zeitungen (Die Welt, Frankfurter Allgemeine Zeitung, Die Tagespost).
Für seine Forschungen wurden Kraus zahlreiche wissenschaftliche Ehrungen und Mitgliedschaften zugesprochen. Kraus ist Mitglied in mehreren nationalen wie internationalen Historischen Kommissionen, so der Historischen Kommission bei der Bayerischen Akademie der Wissenschaften, der Kommission für Geschichte des Parlamentarismus und der politischen Parteien, der Historischen Kommission zu Berlin, der International Commission for the History of Representative and Parliamentary Institutions (ICHRPI) und der Vereinigung für Verfassungsgeschichte. Er ist Vorstandsmitglied der Preußischen Historischen Kommission. Seit 2018 ist er Mitglied des Wissenschaftlichen Beirats der Otto-von-Bismarck-Stiftung und gehört zum Herausgebergremium der Neuen Friedrichsruher Ausgabe der Gesammelten Schriften Bismarcks. Er ist Herausgeber der Neuen Deutsche Biographie (NDB), der Deutschen Geschichtsquellen des 19. und 20. Jahrhunderts, für die er seit 2011 insgesamt zwölf Bände betreute, und Mitherausgeber verschiedener historischer Zeitschriften, unter anderem der Zeitschrift für Neuere Rechtsgeschichte, der Forschungen zur Brandenburgischen und Preußischen Geschichte (zusammen mit Ulrike Höroldt und Frank-Lothar Kroll), des Jahrbuchs Politisches Denken und des Passauer Jahrbuchs. Für seine Dissertation wurde ihm 1994 der Göttinger Akademiepreis zugesprochen. Ihm wurde 2006 der Historikerpreis der Erich und Erna Kronauer-Stiftung verliehen.
Kraus hielt eine Fülle wissenschaftlicher Vorträge bei verschiedenen Institutionen im In- und Ausland (unter anderem in Paris, Cadiz, Istanbul, St. Andrews, Wien, Prag, Krakau, Woronesch). So sprach er im Februar 2017 auf Einladung der Carl Friedrich von Siemens Stiftung in München zum Thema Der Wendepunkt des Philosophen von Sanssouci, worüber Patrick Bahners in der Frankfurter Allgemeinen Zeitung berichtete.
Des Weiteren referierte Kraus bei der Preußischen Historischen Kommission über Karl Gutzkow und Friedrich Spielhagen, an der Fernuniversität Hagen über Merry England, an der Akademie für Politische Bildung in Tutzing über Nation und Nationalstaat, im Potsdam-Club über Preußen im deutschen Geschichtsbild nach 1945 und an der Tomáš-Masaryk-Universität in Brünn sowie bei der „neurechten“ Bibliothek des Konservatismus (2015) jeweils über Otto von Bismarck.
Im Juli 2022 stand Kraus im Fokus der vom Passauer Allgemeinen Studentenausschuss (AStA) geäußerten Kritik an seiner Nähe zu politisch extrem rechten Historikern. Dabei wurde vor allem die enge Beziehung zu Caspar von Schrenck-Notzing, der als Vordenker der sogenannten Neuen Rechten gilt, kritisiert. Kraus hatte unter anderem in dessen im Jahr 2000 erschienen Sammelschrift „Stand und Probleme der Erforschung des Konservatismus“ den Bereich deutscher konservativer Strömungen behandelt.
Das jüdische Onlinemagazin HaGalil charakterisiert Kraus als einen „Historiker an der Universität Passau mit neu-rechter Orientierung“.

## Schriften (Auswahl)
Monographien
- Traditionen – Ideen – Persönlichkeiten Studien zur Geschichte des Konservatismus (= Kleine Schriften. Bd. 2). Duncker & Humblot, Berlin 2024, ISBN 978-3-428-18792-8.
- Wege und Abwege der Ideen Studien zur politischen Geistesgeschichte der Deutschen (= Kleine Schriften. Bd. 1). Duncker & Humblot, Berlin 2022, ISBN 978-3-428-18792-8.
- Der Wendepunkt des Philosophen von Sanssouci. Duncker & Humblot, Berlin 2017, ISBN 978-3-428-15390-9.
- Bismarck. Größe – Grenzen – Leistungen. Klett-Cotta, Stuttgart 2015, ISBN 978-3-608-94861-5.
- Versailles und die Folgen. Außenpolitik zwischen Revisionismus und Verständigung (1919–1933) (= Deutsche Geschichte im 20. Jahrhundert. Bd. 4). Be.bra-Verlag, Berlin-Brandenburg 2013, ISBN 978-3-89809-404-7 (Als Lizenzausgabe: (= Bundeszentrale für Politische Bildung. Schriftenreihe. Bd. 1540). Bundeszentrale für politische Bildung, Bonn 2014, ISBN 978-3-8389-0540-2).
- Kultur, Bildung und Wissenschaft im 19. Jahrhundert (= Enzyklopädie deutscher Geschichte. Bd. 82). Oldenbourg, München 2008, ISBN 978-3-486-55727-5.
- Das Ende des alten Deutschland. Krise und Auflösung des Heiligen Römischen Reiches Deutscher Nation 1806 (= Wissenschaftliche Abhandlungen und Reden zur Philosophie, Politik und Geistesgeschichte. Bd. 37). Duncker & Humblot, Berlin 2006, ISBN 3-428-12217-8 (2., korrigierte Auflage. ebenda 2007, ISBN 978-3-428-12492-3).
- Englische Verfassung und politisches Denken im Ancien Régime. 1689 bis 1789 (= Veröffentlichungen des Deutschen Historischen Instituts London. Bd. 60). Oldenbourg, München 2006, ISBN 3-486-57908-8 (Zugleich: München, Universität, Habilitations-Schrift, 2001/2002).
- Theodor Anton Heinrich Schmalz. (1760–1831). Jurisprudenz, Universitätspolitik und Publizistik im Spannungsfeld von Revolution und Restauration (= Studien zur europäischen Rechtsgeschichte. Bd. 124). Klostermann, Frankfurt am Main 1999, ISBN 3-465-03047-8.
- Ernst Ludwig von Gerlach. Politisches Denken und Handeln eines preußischen Altkonservativen (= Schriftenreihe der Historischen Kommission bei der Bayerischen Akademie der Wissenschaften. Bd. 53). 2 Bände. Vandenhoeck & Ruprecht, Göttingen 1994, ISBN 3-525-36046-0 (Zugleich: Göttingen, Universität, Dissertation, 1992) (online).

Herausgeberschaften
- Mit Frank-Lothar Kroll Herausgeber der von Johannes Kunisch im Auftrag der Preußischen Historischen Kommission, Berlin begründeten Schriftenreihe Quellen und Forschungen zur Brandenburgischen und Preußischen Geschichte (QUF).[14]
- Ernst Ludwig von Gerlach: Gottesgnadentum und Freiheit. Ausgewählte politische Schriften aus den Jahren 1863 bis 1866. Herausgegeben und mit einem Nachwort versehen. Karolinger, Wien u. a. 2011, ISBN 978-3-85418-141-5.
- Konservative Politiker in Deutschland. Eine Auswahl biographischer Porträts aus zwei Jahrhunderten. Duncker & Humblot, Berlin 1995, ISBN 3-428-08193-5.

Quellenedition
- Fritz Hartung. Korrespondenz eines Historikers zwischen Kaiserreich und zweiter Nachkriegszeit (= Deutsche Geschichtsquellen des 19. und 20. Jahrhunderts. Bd. 76). Duncker & Humblot, Berlin 2019, ISBN 978-3-428-15731-0.